# Unione Sportiva Ravenna 1967-1968
Questa pagina raccoglie le informazioni riguardanti l'Unione Sportiva Ravenna nelle competizioni ufficiali della stagione 1967-1968.

## Stagione
Nella stagione 1967-1968 il Ravenna disputa il girone B della Serie C, con 33 punti in classifica ottiene il sedicesimo posto, il torneo è stato vinto dal Cesena con 51 punti che ottiene la promozione in Serie B, al secondo posto con 48 punti il Prato. Retrocedono in Serie D il Pontedera che perde lo spareggio con la Pistoiese, il Città di Castello e la Carrarese.
Ancora un campionato al cardiopalmo quello disputato dal Ravenna in questa stagione, con l'alternarsi di tre tecnici, si parte con in panchina il confermato Giorgio Fioravanti, dopo il pesante cappotto (5-1) subito a La Spezia si cambia, arriva il cremonese Giacomo Mari, dopo la sconfitta di Massa contro gli aquilotti (2-0) si cambia ancora, arriva l'allenatore Walter Gardelli che riesce a centrare una miracolosa salvezza. I giallorossi con molti giovani in campo, hanno sofferto per tutto il campionato, riuscendo a raggiungere l'obiettivo di mantenere la categoria grazie ad un nuovo exploit finale nel quale hanno racimolato nove punti su dodici a disposizione nelle ultime sei partite del campionato. Il giovane Domenico Ciani con dodici reti ha dato un prezioso contributo alla salvezza.

## Rosa
| N. |                   | Ruolo | Calciatore         |
| -- | ----------------- | ----- | ------------------ |
|    | Italia (bandiera) | C     | Gilberto Antonioli |
|    | Italia (bandiera) | P     | Gastone Ballarini  |
|    | Italia (bandiera) | C     | Domenico Ciani     |
|    | Italia (bandiera) | D     | Sergio Codognato   |
|    | Italia (bandiera) | C     | Nicandro Contadini |
|    | Italia (bandiera) | C     | Pasquale Corvino   |
|    | Italia (bandiera) | A     | De Stefani         |
|    | Italia (bandiera) | D     | Jader Fantoni      |
|    | Italia (bandiera) | C     | Paolo Ferrari      |
|    | Italia (bandiera) | C     | Luigi Giavara      |

| N. |                   | Ruolo | Calciatore           |
| -- | ----------------- | ----- | -------------------- |
|    | Italia (bandiera) | A     | Ennio Giuntini       |
|    | Italia (bandiera) | A     | Innocenti Alessandro |
|    | Italia (bandiera) | D     | Benito Michelazzi    |
|    | Italia (bandiera) | D     | Umberto Ratti        |
|    | Italia (bandiera) | C     | Camillo Rizzo        |
|    | Italia (bandiera) | C     | Luciano Santini      |
|    | Italia (bandiera) | A     | Dante Tonella        |
|    | Italia (bandiera) | A     | Francesco Trevisani  |
|    | Italia (bandiera) | C     | Giuliano Villa       |
|    | Italia (bandiera) | P     | Franco Vitali        |

## Risultati

### Girone di andata
| Arbitro: | Levrero (Genova) |

|              |           |  |
| Taccetti 66’ | Marcatori |  |

| Arbitro: | Beccaria (Lecco) |

|           |           |               |
| Ciani 34’ | Marcatori | 83’ Benvenuto |

| Arbitro: | Fuschi (Pescara) |

|                                        |           |  |
| Ciani 5’ (aut.) Loppoli 49’ Gattai 59’ | Marcatori |  |

| Arbitro: | Ferro (Finale Ligure) |

|                      |           |  |
| Codognato 16’ (rig.) | Marcatori |  |

| Arbitro: | Lazzaroni (Milano) |

|  |           |                                |
|  | Marcatori | 30’, 90’ Trevisani 85’ Santini |

| Arbitro: | Porcelli (Lodi) |

|                         |           |          |
| Ciani 5’, 28’ Rizzo 86’ | Marcatori | 37’ Rega |

| Arbitro: | Leardi (Messina) |

|                |           |             |
| Martinelli 27’ | Marcatori | 46’ Santini |

| Ravenna 5 novembre 1967 8ª giornata | Ravenna       | 0 – 0 | Sambenedettese | Stadio Comunale\| Arbitro: \| Ciulli (Roma) \| |
| Arbitro:                            | Ciulli (Roma) |       |                |                                                |

| Arbitro: | Ferrari (Rovereto) |

|           |           |  |
| Conti 34’ | Marcatori |  |

| Ravenna 19 novembre 1967 10ª giornata | Ravenna            | 0 – 0 | Rimini | Stadio Comunale\| Arbitro: \| Zacchetti (Milano) \| |
| Arbitro:                              | Zacchetti (Milano) |       |        |                                                     |

| Prato 26 novembre 1967 11ª giornata | Prato                | 0 – 0 | Ravenna | Stadio Lungobisenzio\| Arbitro: \| Busalacchi (Palermo) \| |
| Arbitro:                            | Busalacchi (Palermo) |       |         |                                                            |

| Ravenna 3 dicembre 1967 12ª giornata | Ravenna                     | 0 – 0 | Siena | Stadio Comunale\| Arbitro: \| Moretto (San Donà di Piave) \| |
| Arbitro:                             | Moretto (San Donà di Piave) |       |       |                                                              |

| Arbitro: | Branzoni (Pavia) |

|  |           |                          |
|  | Marcatori | 74’ Bonini 88’ Carniglia |

| Arbitro: | Messinese (Taranto) |

|            |           |  |
| Morosi 90’ | Marcatori |  |

| Arbitro: | Stagnoli (Bologna) |

|  |           |                                |
|  | Marcatori | 32’ Mariani 36’ (rig.) Mazzone |

| Arbitro: | Beretta (Milano) |

|                          |           |              |
| Ciccotelli 8’ Guizzo 63’ | Marcatori | 56’ Giuntini |

| Arbitro: | Porcelli (Lodi) |

|                                                     |           |                |
| Duvina 5’ Roffi 25’ Memo 50’ Desio 63’ Rollando 65’ | Marcatori | 49’ De Stefani |

| Ravenna 21 gennaio 1968 18ª giornata | Ravenna               | 0 – 0 | Carrarese | Stadio Comunale\| Arbitro: \| Ferro (Finale Ligure) \| |
| Arbitro:                             | Ferro (Finale Ligure) |       |           |                                                        |

| Arbitro: | Marchetti (Vicenza) |

|            |           |             |
| Landini 4’ | Marcatori | 32’ Tonella |

### Girone di ritorno
| Arbitro: | Gialluisi (Barletta) |

|               |           |  |
| Trevisani 72’ | Marcatori |  |

| Arbitro: | Beretta (Milano) |

|                                   |           |  |
| Corucci 18’, 37’, 63’ Faloppa 61’ | Marcatori |  |

| Arbitro: | Lo Cascio (Palermo) |

|                         |           |  |
| Rizzo 39’ Trevisani 77’ | Marcatori |  |

| Arbitro: | Rodomonte (Teramo) |

|                       |           |  |
| Ronchi 38’ Ciruel 44’ | Marcatori |  |

| Arbitro: | Leita (Udine) |

|               |           |                                     |
| Ciani 2’, 16’ | Marcatori | 56’ (rig.) Venturelli 60’ Davanzati |

| Arbitro: | Pilotto (Roma) |

|                                 |           |          |
| Gerardi 50’ (rig.) Barzaghi 85’ | Marcatori | 5’ Ciani |

| Arbitro: | Motta (Monza) |

|                      |           |                  |
| Codognato 37’ (rig.) | Marcatori | 85’ (rig.) Garri |

| Arbitro: | Porcelli (Lodi) |

|              |           |  |
| Peronace 28’ | Marcatori |  |

| Arbitro: | Pfiffner (Torino) |

|                |           |                |
| De Stefani 28’ | Marcatori | 25’ Bertarelli |

| Rimini 7 aprile 1968 29ª giornata | Rimini         | 0 – 0 | Ravenna | Stadio Romeo Neri\| Arbitro: \| Trono (Torino) \| |
| Arbitro:                          | Trono (Torino) |       |         |                                                   |

| Arbitro: | Beccaria (Lecco) |

|             |           |                    |
| Santini 60’ | Marcatori | 70’ (rig.) Viviani |

| Arbitro: | Cattivello (Udine) |

|            |           |           |
| Tonoli 53’ | Marcatori | 65’ Rizzo |

| Arbitro: | Serafino (Roma) |

|               |           |  |
| Montanari 52’ | Marcatori |  |

| Arbitro: | Casarin (Mestre) |

|                       |           |            |
| Ciani 61’ Tonella 65’ | Marcatori | 44’ Maiani |

| Arbitro: | Levrero (Genova) |

|  |           |                                     |
|  | Marcatori | 64’ Giavara 79’ Trevisani 85’ Ciani |

| Ravenna 2 giugno 1968 35ª giornata | Ravenna          | 0 – 0 | Anconitana | Stadio Comunale\| Arbitro: \| Fuschi (Pescara) \| |
| Arbitro:                           | Fuschi (Pescara) |       |            |                                                   |

| Arbitro: | Acernese (Roma) |

|  |           |               |
|  | Marcatori | 52’ Pelizzoni |

| Arbitro: | Barbaresco (Cormons) |

|  |           |                         |
|  | Marcatori | 36’ Trevisani 83’ Ciani |

| Arbitro: | Canova (Milano) |

|                |           |  |
| Ciani 54’, 83’ | Marcatori |  |